# Vive les vacances (film, 2015)
 (juillet 2024).
La mise en forme du texte ne suit pas les recommandations de Wikipédia : il faut le « wikifier ».
Les points d'amélioration suivants sont les cas les plus fréquents. Le détail des points à revoir est peut-être précisé sur la page de discussion.
- Les titres sont pré-formatés par le logiciel. Ils ne sont ni en capitales, ni en gras.
- Le texte ne doit pas être écrit en capitales (les noms de famille non plus), ni en gras, ni en italique, ni en « petit »…
- Le gras n'est utilisé que pour surligner le titre de l'article dans l'introduction, une seule fois.
- L'italique est rarement utilisé : mots en langue étrangère, titres d'œuvres, noms de bateaux, etc.
- Les citations ne sont pas en italique mais en corps de texte normal. Elles sont entourées par des guillemets français : « et ».
- Les listes à puces sont à éviter, des paragraphes rédigés étant largement préférés. Les tableaux sont à réserver à la présentation de données structurées (résultats, etc.).
- Les appels de note de bas de page (petits chiffres en exposant, introduits par l'outil «  Source ») sont à placer entre la fin de phrase et le point final[comme ça].
- Les liens internes (vers d'autres articles de Wikipédia) sont à choisir avec parcimonie. Créez des liens vers des articles approfondissant le sujet. Les termes génériques sans rapport avec le sujet sont à éviter, ainsi que les répétitions de liens vers un même terme.
- Les liens externes sont à placer uniquement dans une section « Liens externes », à la fin de l'article. Ces liens sont à choisir avec parcimonie suivant les règles définies. Si un lien sert de source à l'article, son insertion dans le texte est à faire par les notes de bas de page.
- La présentation des références doit suivre les conventions bibliographiques. Il est recommandé d'utiliser les modèles {{Ouvrage}}, {{Chapitre}}, {{Article}}, {{Lien web}} et/ou {{Bibliographie}}. Le mode d'édition visuel peut mettre en forme automatiquement les références.
- Insérer une infobox (cadre d'informations à droite) n'est pas obligatoire pour parachever la mise en page.

Pour une aide détaillée, merci de consulter Aide:Wikification.
Si vous pensez que ces points ont été résolus, vous pouvez retirer ce bandeau et améliorer la mise en forme d'un autre article.
Pour les articles homonymes, voir Vive les vacances.
Série National Lampoon's Vacation
Le sapin a les boules 2 : Cousin Eddie
(2003)
Pour plus de détails, voir Fiche technique et Distribution.
Vive les vacances ou Bonjour les vacances au Québec (Vacation) est une comédie américaine écrite et réalisée par John Francis Daley et Jonathan Goldstein et sortie en 2015. Le film, distribué par Warner Bros., est le cinquième long métrage de la série National Lampoon's Vacation (en).
Le film rencontre un succès commercial, mais reçoit des critiques négatives.

## Synopsis
Suivant l'exemple de son père Clark, dans l'espoir de renouer des liens familiaux longtemps distendus, Rusty Griswold père fait une surprise à sa femme Debbie et à leurs deux fils. Il leur propose de repartir à Walley World, réputé comme « le parc d'attraction préféré des familles américaines ». Mais pour y parvenir, ils devront traverser le pays tout entier.

## Fiche technique
- Titre original : Vacation
- Titre français : Vive les vacances
- Titre québécois : Bonjour les vacances
- Réalisation et scénario : John Francis Daley et Jonathan Goldstein
- Costumes : Debra McGuire
- Photographie : Barry Peterson
- Montage : Jamie Gross
- Musique : Mark Mothersbaugh
- Production : Chris Bender et David Dobkin
- Sociétés de production : BenderSpink, David Dobkin Productions et New Line Cinema
- Société de distribution : Warner Bros. Entertainment
- Budget : 31 000 000 de dollars[2]
- Pays de production :  États-Unis
- Langue originale : anglais
- Genre : comédie, road movie
- Format : couleur - 35 mm - 2,35:1 - Dolby Digital
- Durée : 99 minutes
- Dates de sortie :
  - États-Unis, Canada : 29 juillet 2015
  - France : 19 août 2015

## Distribution
- Ed Helms (VF : David Krüger ; VQ : Frédéric Paquet) : Russell « Rusty » Griswold, pilote de ligne d'une compagnie aérienne à bas prix régionale
- Christina Applegate (VF : Véronique Soufflet ; VQ : Aline Pinsonneault) : Debbie Griswold, épouse de Rusty
- Skyler Gisondo (VF : Gabriel Bismuth-Bienaimé ; VQ : Nicolas Poulin) : James Griswold, fils ainé de Rusty et de Debbie
- Steele Stebbins (VF : Igor Van Dessel ; VQ : Clifford Leduc-Vaillancourt) : Kevin Griswold, fils cadet de Rusty et de Debbie, frère de James
- Chris Hemsworth (VF : Adrien Antoine ; VQ : Martin Desgagné) : Stone Crandall, beau-frère de Rusty, présentateur télé
- Leslie Mann (VF : Brigitte Aubry ; VQ : Viviane Pacal) : Audrey Griswold, épouse de Stone, sœur de Rusty, belle-sœur de Debbie
- Elizabeth Gillies (VF : Isabelle Volpé) : Heather
- Chevy Chase (VF : Richard Leblond ; VQ : Jacques Lavallée) : Clark Griswold, père de Rusty et d'Audrey
- Beverly D'Angelo (VF : Marie-Madeleine Burguet-Le Doze ; VQ : Élise Bertrand) : Ellen Griswold, mère de Rusty et d'Audrey
- Charlie Day (VF : Benoît DuPac ; VQ : Benoît Éthier) : Chad, guide en canot sur le Colorado
- Catherine Missal (VF : Lisa Caruso ; VQ : Catherine Brunet) : Adena, amoureuse de James
- Ron Livingston (VF : Olivier Cordina ; VQ : Pierre Auger) : Ethan, pilote de ligne d'une compagnie aérienne internationale
- Norman Reedus (VF : Emmanuel Karsen ; VQ : Sylvain Hétu) : le camionneur
- Keegan-Michael Key (VF : Serge Faliu ; VQ : Jean-François Beaupré) : Jack Peterson, ami des Griswold
- Regina Hall (VF : Ninou Fratellini ; VQ : Camille Cyr-Desmarais) : Nancy Peterson, épouse de Jack, amie des Griswold
- David Clennon : Harry, copilote âgé de Rusty
- Colin Hanks (VF : Eilias Changuel) : Jake
- Ryan Cartwright : Terry
- Nick Kroll : le policier du Colorado (caméo)
- Tim Heidecker : le policier de l'Utah (caméo)
- Kaitlin Olson : la policière d'Arizona (caméo)
- Michael Peña (VF : Emmanuel Garijo) : le policier du Nouveau-Mexique (caméo)
- John Francis Daley : Ride Operator (caméo)
- Hannah Davis : conductrice de la Ferrari sur l'autoroute faisant de l'œil à Rusty
- Nadine Avola (VF : Cindy Lemineur) : Chelsea

- Version française
  - Société de doublage : Dubbing Brothers
  - Direction artistique : Marie-Laure Beneston
  - Adaptation : Marion Bessay

 Source et légende : version française (VF) sur RS Doublage

## Production

### Développement
En février 2010, il a été annoncé par New Line Cinema (propriété de Warner Bros., qui a sorti les films précédents) qu'un nouveau film Vacation était en cours de production. Le film est le premier long-métrage de John Francis Daley et Jonathan Goldstein, connu pour avoir écrit Comment tuer son boss ?.

### Choix des interprètes
En juillet 2012, il a été annoncé qu'Ed Helms jouerait la suite dans le rôle de Rusty Griswold, qui a maintenant ses propres mésaventures familiales sur la route. Le 28 mars 2013, Variety a annoncé que les stars de la série originale Beverly D'Angelo et Chevy Chase étaient en pourparlers pour reprendre leurs rôles, très probablement sous la forme d'une apparition. Aucune mention n'a été faite d'autres habitués de la série, tels que le cousin Eddie de Randy Quaid.
Le 23 avril 2013, il a été rapporté que le film avait été retardé indéfiniment, en raison de différences créatives. Plus tard, Chris Hemsworth et Charlie Day ont également été déclarés co-star. Skyler Gisondo et Steele Stebbins ont joué les fils de Rusty Griswold avec Helms et Christina Applegate. Le 15 septembre, Leslie Mann s'est jointe au film pour jouer la sœur de Rusty, Audrey Griswold. Le 29 septembre, Keegan-Michael Key et Regina Hall ont été choisis pour jouer les amis de la famille des Griswolds.
Le 10 octobre, le réalisateur Daley a révélé dans une interview qu'il pourrait faire une apparition avec Samm Levine et Martin Starr, ce qui serait une réunion de l'émission de comédie culte Freaks and Geeks, bien que cela n'ait pas été confirmé. Le 12 novembre, quatre acteurs se sont joints pour jouer les flics de Four Corners, Tim Heidecker, Nick Kroll, Kaitlin Olson et Michael Peña.

### Tournage
Le tournage a commencé le 16 septembre 2014 à Atlanta, en Géorgie. Le 16 septembre, des scènes ont été filmées sur place au restaurant Olympic Flame.
Les 30 septembre et 1er octobre 2014, des scènes ont été filmées sur place au Twelve Oaks Bed and Breakfast dans le quartier historique de Covington. The Twelve Oaks a été mis en scène comme la maison de sororité du personnage de Christina Applegate, Triple Pi, et l'emplacement de sa tentative de courir le parcours d'obstacles une fois de plus pour prouver qu'elle est la championne de Chug Run.
D'autres scènes ont été tournées autour des avenues du Piémont et de la 6e du 6 au 8 octobre, y compris au Shellmont Inn. Le 22 octobre 2014, des scènes ont été filmées aux États-Unis. National Whitewater Center, à Caroline du Nord. Des scènes de Walley World ont été filmées à Six Flags Over Georgia.
Dans la même veine que Wagon Queen Family Truckster du film original, le film présente une minifourgonnette conçue sur mesure appelée "Tartan Prancer". Surnommé la "Honda d'Albanie", il s'agit d'une Toyota Previa fortement modifiée et présente des éléments de style non conventionnels tels qu'un clip avant et arrière à image miroir, avec deux ensembles de phares (tirés du Land Rover LR3/Discovery) et des rétroviseurs, ainsi que des boutons de tableau de bord marqués par des symboles absurdes. Dans le cadre d'un lien promotionnel avec le film, Edmunds.com a publié une critique ironique comparant le Tartan Prancer à la Honda Odyssey 2015.

## Accueil

### Date de sortie
Le film devait initialement sortir le 13 novembre 2015 et le 9 octobre 2015, mais il a été déplacé au 31 juillet 2015 avant d'être finalement repoussé jusqu'au 29 juillet 2015[incompréhensible], le 32e anniversaire de la sortie du premier film Vacation. Warner Bros. a dépensé un total de 35,2 millions de dollars en publicité pour le film.

### Accueil critique
Sur le site Web de Rotten Tomatoes, le film a une note d'approbation de 27 % sur la base de 177 critiques et une note moyenne de 4,30/10. Le consensus du site se lit comme suit : « En empruntant une histoire de base au film qui l'a inspiré, mais en oubliant le charme, l'esprit et le cœur, Vacation est encore une autre relecture axée sur la nostalgie qui manque la cible. » Sur Metacritic, il a une note de 34 sur 100 sur la base de 33 critiques, ce qui indique "des critiques généralement défavorables". Sur CinemaScore, le public a donné au film une note moyenne de "B" sur une échelle de A+ à F.
En France, sur le site Allociné, la note moyenne du film pour les 7 critiques de presse française recensées est de 2,3 sur 5, et la note moyenne des critiques du public est de 2,9 sur 5.

### Box-office
Le film a rapporté 1,2 million de dollars de ses projections de début de mardi, et 6,3 millions de dollars combinés mercredi et jeudi. Au cours de son week-end d'ouverture, il a rapporté 14,7 millions de dollars, terminant deuxième au box-office derrière Mission impossible : Rogue Nation (55,5 millions de dollars).

## Analyse
- La participation de Chevy Chase fait référence au film des années 1980 Bonjour les vacances (1983) dont ce film est une suite. Il s'agit du cinquième film mettant en scène cette famille. Un téléfilm a également été produit.
- Le personnage qu'incarne Norman Reedus fait référence à celui de Vieux Clou dans Une virée en enfer.